# Aleiodes ungularis
Aleiodes ungularis är en stekelart som först beskrevs av Thomson 1892.  Aleiodes ungularis ingår i släktet Aleiodes och familjen bracksteklar. Arten är reproducerande i Sverige. Inga underarter finns listade i Catalogue of Life.